# Рівнинні оджибве

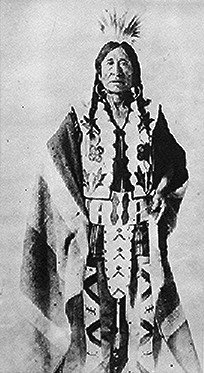
Вождь рівнинних оджибве, Монтана.

Рівнинні оджибве, степові оджибе, західні оджибве, бангі (англ. Plains Ojibwe) — алгонкіномовне індіанське плем'я в Канаді і США. Рівнинні оджибве є частиною численного індіанського народу оджибве.

## Етнонім
Назва рівнинні оджибве вперше запропонував американський етнолог Алансон Скіннер для розрізнення рівнинних оджибве від оджибве, що живуть у Вудленді. У ХХ столітті їх називали оджибве, чиппева, бангі, сото, рівнинні оджибве і західні оджибве.
Назва оджибве і чиппева походить від різної вимови слова očipwe, яке було самоназвою групи, що жила на півночі Су-Сент-Марі. У ХХ столітті так називали себе групи східних рівнинних оджибвеїв, а також деякі західні громади в тому числі і в Північній Дакоті і Монтані. Назва чіппева переважно використовується у США і в південному Онтаріо. Оджибве або оджибва використовується в іншій частині Канади.
Східні рівнинні оджибве також називають себе aniššina-pe — людина, індіанець, проте ця назва не використовується західними рівнинними оджибве. У західній Манітобі і Саскачевані більш уживана назва сото, яке використовувалося франко-канадськими торговцями і встановилося на самому початку XIX століття. Так називають східні групи оджибве.
Торговці Компанія Гудзонової затоки у XVIII і XIX ст. називали рівнинних оджибве також як і північних оджибве — бангі. Ця назва походить від оджибвейського слова panki — трохи, вживаним при спілкуванні з торговцями. У XX столітті рівнинні оджибве в США використовували бангі як самоназва.
У Північній Дакоті і в Монтані рівнинні оджибве іноді називають себе nakkawininiwak — ті, хто говорить відмінно від інших оджибве або nakawe-wininiwak. Це запозичення з мови рівнинних кри — nahkawiyiniwak або nahkawe-wininiwak. Оджибве Міннесоти називають рівнинних оджибве maškote-aniššina-pe, народ прерій. Більшість сусідніх племен не відрізняли рівнинних оджибве від рівнинних крі.

## Історія

### Переселення і адаптація до життя на рівнинах, 1730—1816рр.
Деякі групи оджибве ще в 1740-х зайняли північну частину Міннесоти. До 1750 році кілька громад оджибве досягли Ред-Рівер на кордоні з Великими рівнинами в Манітобі і західній Міннесоті. Вони ще були типовими індіанцями лісів і коней не мали, а переміщалися вони, в основному, пішки або на каное. До 1780 року найзахідніші оджибве зустрічалися серед груп, що вели торгівлю в селах манданів і воювали проти хідатса і шаєнфв. Не зважаючи на те, що вони періодично проводили рейди на рівнини, джерела початку XVIII століття повідомляють, що ця народність жила, головним чином, за рахунок полювання, хутрового промислу, рибного лову і збирання.
Коли оджибве перемістилися на захід, вони стали тісними союзниками ассінібойнів і крі, з якими вони вели торгівлю, укладали шлюби і боролися проти спільних ворогів, перш за все, сіу і гровантрів. До 1760 років деякі з них вже подорожували через землі ассінібойнів і рівнинних крі між Лісовим озером і річкою Ассінібойн. На початку 1780-х в районі Ред-Рівер вибухнула епідемія віспи, в результаті якої вимерла більша частина корінного населення в південно-західному Онтаріо і сусідній Міннесоті. Звичай оджибве жити взимку невеликими таборами врятував їх від хвороби. До 1790 року вони частіше стали кочувати на захід від Ред-Рівер і на південь від річки Ассінібойн. Просуваючись далі на захід, оджибве стали союзниками ассінібойнів і рівнинних кри . Деякі вчені стверджують, що в результаті виникла нова етнічно змішана народність, яку місцеві торговці не зовсім точно називали оджибве. Як би там не було, 1790 років оджибве міцно закріпилися в лісостепу на кордоні з рівнинами вздовж Ред-Рівер і річки Ассінібойн.
Спочатку оджибве переміщалися на захід як наймані або сезонні робітники, які приїздили поодинці або маленькими табірними групами і користувалися можливостями, що відкрилися завдяки торгівлі хутром. Після того, як вони зайняли лісостеп, деякі з них продовжили просуватися далі на захід в пошуках місць, більш багатих на хутрових звірів. Уже в 1780-х роках присутність оджибве спостерігалося у факторіях уздовж річки Ассінібойн, де торгували з племенами Рівнин, а до 1790-х років все більше їхнє число освоювало прерії на захід від Ред-Рівер, до самих Пембінських пагорбів. Є відомості, що в той же період оджибве з'явилися на територіях на південь до самої річки Суріс і поблизу річок К'Аппель і Саскачеван, однак вони не селилися тут у значних кількостях аж до XIX століття. Переміщаючись у прерії на захід від Ред-Рівер і на південь від річки Ассінібойн, оджибве полювали і мирно селилися серед своїх нових сусідів — ассінібойнів і рівнинних крі. Але на відміну від своїх кінних союзників, для яких основним заняттям було полювання на бізонів, оджибве, що мали мало коней, були, в основному, траперами.
Після 1797 року, коли значна частина популяції бобрів у регіоні загинула від епідемії, промисли оджибве, що мігрували на захід, стали більш різноманітними. Більшість із них продовжувало звичайні сезонні заняття полюванням і хутровим промислом у лісостеповій зоні, а також у долинах річок і в преріях. Тут вони приєднувалися до місцевих рівнинних крі та ассінібойнів під час зимових полювань на бізонів, що дозволяло їм робити додаткові великі запаси м'яса під час мисливського сезону. Деякі оджибве навіть стали залишатися в преріях круглорічно, але більшість поверталась на більш звичні лісові та лісостепові території, де влітку вони займалися рибальством, навесні виробництвом кленового цукру і збором дикого рису восени. Присутність оджибве в преріях залишалась обмеженою: це були, головним чином, невеликі сім'ї та групи, які жили біля або серед ассінібойнів і рівнинних крі. Протягом перших двох десятиліть XIX століття оджибве зіткнулися з подальшим скороченням популяцій хутрових звірів, збільшенням витрат на їхню ловлю і втратою важливих лісостепових ділянок їхнього проживання в міру того, як європейці і метиси переселялися на ці території. Одним із результатів цього стало те, що оджибве стали шукати інші можливості заробітку на рівнинах, де коні і м'ясо бізонів приносили хороші доходи. Хоча все більше число оджибве селилася і промишляли в преріях в перше десятиліття XIX століття, виникнення рівнинних оджибве як окремої народності не піддається точному датуванню. Найбільш ймовірно, що це сталося до 1805 року, коли оджибве вже полювали на бізонів на своїх конях і жили в преріях серед рівнинних крі та ассінібойнів. У наступному десятилітті їхня чисельність зросла, тому що оджибве, що жили в лісостепу, стали шукати кращих економічних можливостей на Великих рівнинах.

### Виникнення нової культурної спільності, 1817—1862рр.

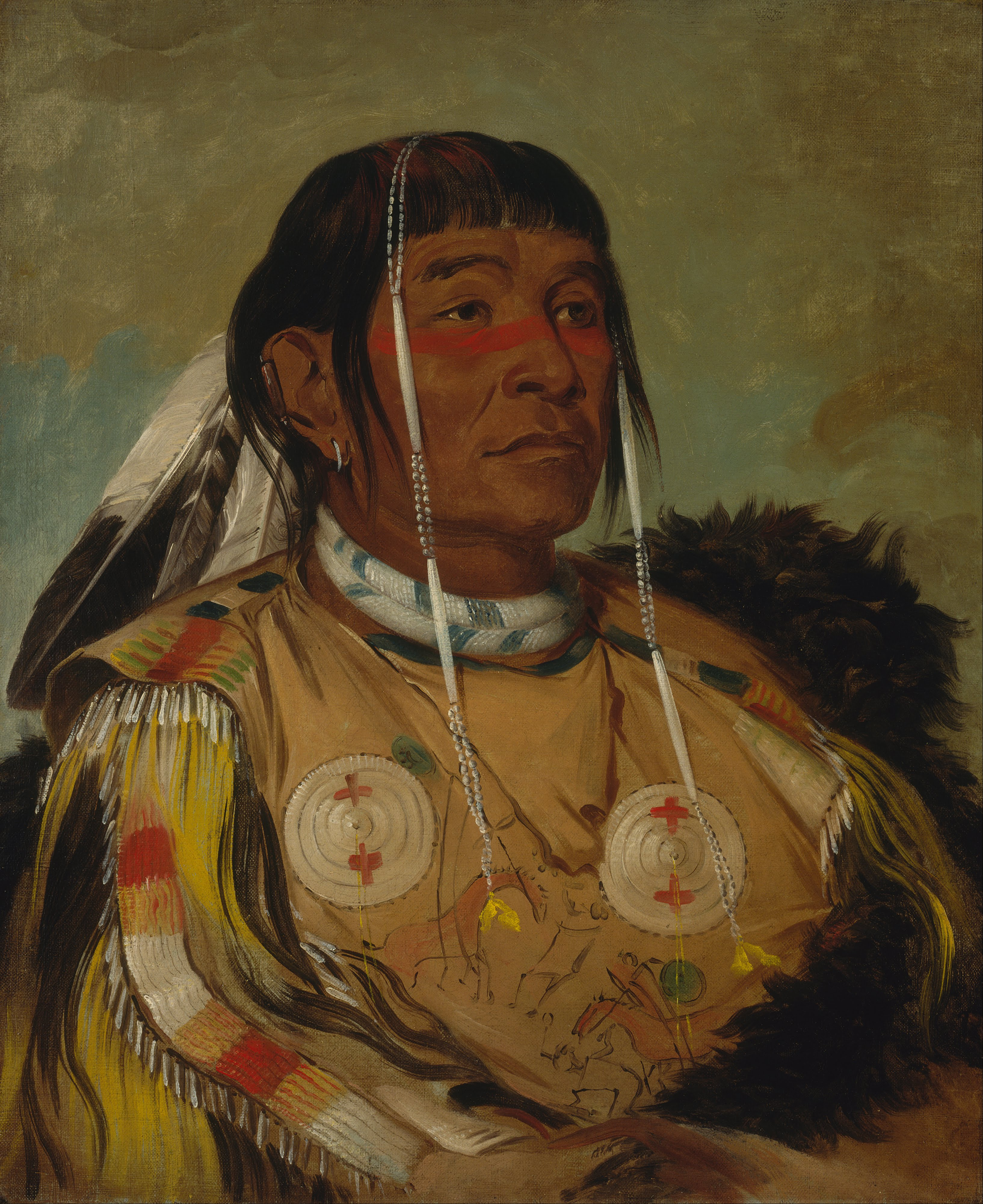
Ша-ко-пай — вождь рівнинних оджибве. Мал. Джордж Кетлін

У 1817 році оджибве, ассінібойни і крі продали землі вздовж річок Ассінібойн і Ред-Рівер колонії Селкірка і пішли на рівнини Саскачевану. У цей же час їхні торговельні зв'язки з манданами ослабли, а також почастішали сутички з сіу за доступ до місць полювання на бізонів. Цей рік став поворотним пунктом в історії рівнинних оджибве. Після 1820 року оджибве встановили тісні зв'язки з появою поселеннями метисів. У районах на схід від Черепашачих Гір рівнинні оджибве полювали на бізонів разом із метисами на півдні до Девілс-Лейк, а після 1850 року частина оджибве мігрувала разом із метисами на рівнини Альберти і Монтани. Таким чином, одна частина рівнинних оджибве влаштувалася уздовж річки Суріс, інша просунулася далі на захід і проживала в районі гір Вуд-Маунтінс і Сайпресс-Гіллс.
Лише до 1830-х років західні оджибве стали справжніми рівнинними індіанцями і перейняли більшість елементів степової культури. У міру того, як одні оджибве закріплювалися на рівнинах, все більше число їхніх родичів покидало лісостеп і ліс, щоб приєднатися до своїх одноплемінників, що вже облаштувалися на рівнинах. Через скорочення ресурсів східного лісостепу і прерій, а також завдяки новим можливостям, які відривалися завдяки торгівлі бізонячими шкурами, в середині XIX століття на західні рівнини постійно прибували нові групи оджибве. Ті оджибве, що краще за інших пристосувалися до життя на рівнинах, стали переселятися і ґрунтуватися на території від Черепашачих Гір до східного краю Сайпресс-Гілл. Це був уже повністю кінний народ, що забезпечує своє життя і торгівлю полюванням на бізонів.
Велика частина цієї народності займала території між ріками Ассінібойн і Суріс і включала в себе — Народ Черепашачої гори (mikkinakk wači-winiwak) і Народ мишачої гори (mo-swači-wininiwak), разом ці групи стали відомі як Народ Лісистих гір (mittikwači-wininiwak). На території сучасного округу Таунер частина цих оджибве заснувала велике укріплене село, яке називали «Бізоновий Вігвам» (pišikki ka'-tta'-t), яке було зруйнованне плем'ям янктонаї в 1824—1825 рр. Менша частина влаштувалася близько Сайпресс-Гілл і стала відома як Народ Кипарисових пагорбів (inina-ntaka-wininiwak). Ця група була сильно перемішана з рівнинними крі і ассінібойнами.

### Утрата земель, 1863—1917рр.
У 1863 році рівнинні оджибве уклали Другий Пембінський договір. Згідно з цією угодою, частини їхньої крайньої східної території були передані США, а також створена резервація площею у 640 акрів на північ від річки Пембина. Землі ж в Черепашачих горах та інші території оджибве були охоплені ні цим, ні будь-якими іншими договорами. Таким чином, до початку 1870-х років більшість рівнинних оджибве перебувала поза юрисдикцією будь-яких договорів і формально не відносилася ні до Сполучених Штатів, ні до Канади.
У 1871 році, згідно з першим і другим договорами, рівнинні оджибве, що жили в Манітобі, поступилися канадському уряду землями а натомість отримали кілька невеликих резервацій. Ті ж оджибве, що жили в Саскачевані, опинилися в резерваціях лише через деякий час після укладення четвертого договору. Багато з цих рівнинних оджібвеїв орієнтувалися у своєму господарському житті як на лісостеп, так і на рівнини. Тому ці групи були змушені шукати притулку в Сайпресс-Гілл, коли в кінці 1870-х остаточно зникли стада бізонів. Їм довелося відмовитися від свого споконвічного способу життя і почати нове життя в резерваціях. Хоча більша їхня частина прийняла договори з Канадою і залишилася в цій країні, чимале число з тих, чиї місця проживання охоплювали територію Сполучених Штатів, зберегли свій спосіб життя, заснований на полюванні на бізонів. Однак більшість рівнинних оджибве не були включені в різні договори з США, що стосуються західних рівнин Північної Дакоти і прилеглих регіонів у Монтані.
В ході 1880-х — початку 1890-х рр. багатьох рівнинних оджибве, разом із великим числом інших індіанців і метисів, стали називати «безземельними». Це були групи різної чисельності, що кочували територіями на захід і північний захід від Черепашачих гір у пошуках засобів існування. У число цих груп входили група Маленькій Раковини, близько 5000 осіб, яка деякий час жила у Вуд-Маунтінс і у форті Пек разом із родичами за шлюбними зв'язками з південними ассінібойнами, а також ті, хто, відмовившись від реєстрації в Черепашачих горах, переселилися в центральну Монтану і прилеглі райони Саскачевану. Деякі з цих оджибве об'єдналися з рівнинними крі або ассінібойнами в районі форту Белнап, гір Бер-По і річки Масселшелл, у той час як інші оджибве залишилися з крі та ассінібойнами поблизу від Сайпресс-Гілл.
Багато років минуло, перш ніж ці рівнинні оджибве отримали у своє розпорядження землі і були офіційно визнані або Сполученими Штатами, або Канадою, хоча група Маленької Раковини з Монтани залишалася невизнаною навіть у 1998 році. За рішенням влади, для рівнинних оджибве і частини метисів у 1882 році в адміністративному порядку була створена резервація Тьортл-Маунтін. Але рівнинні оджибве, як і багато інших індіанських племен прерій, нерідко залишали свої резервації для полювання на бізонів. Під час однієї з таких поїздок групи вождя Маленька Раковина уряд вирішив, що резервація Тьортл-Маунтін занадто велика для проживаючих там індіанців і метисів і віддало на продаж білим поселенцям 90 % їхньої території. У результаті таких дій, група Маленької Раковини залишилася без землі до 1998 року.
З європейцями рівнинні оджибве зазвичай підтримували мир, але іноді траплялися невеликі сутички. У 1885 році частина рівнинних оджибве взяла участь у повстанні канадських метисів під керівництвом Луї Ріеля. Після придушення Північно-Західного повстання деякі з безземельних рівнинних оджибве оселилися у великих резерваціях рівнинних крі в Саскачевані, але частина їх залишилася в Монтані, де вони укладали шлюби з місцевими жителями і селилися в резерваціях чорноногих, гровантрі, кроу, флатхедів, північних шаєнів, сіу та ассінібойнів. У 1917 році за рішенням влади в Монтані була створена ще одна резервація площею 443,9 км² для залишків рівнинних оджибве, рівнинних крі та метисів. Резервація отримала назву Роккі-Бой на ім'я одного з вождів рівнинних оджибве. Решта залишалися безземельними і в 1990-і роки.

### Життя в резерваціях
Рівнинні оджибве по-різному пристосовувалися до життя в резерваціях. Незважаючи на те, що їм докорінно довелося змінити свій спосіб життя, вони змогли зберегти свою мову, ритуали, систему спорідненості та ритуали.
Діяльність місіонерів і зусилля урядів Канади і США призвели до змін, але одночасно викликали опір. Як і в сусідніх індіанців на півночі рівнин і лісостепу, заохочувалося заняття фермерством, але далеко не всі рівнинні оджибве мали достатньо землі, технічних засобів і капіталу для успішного заняття сільським господарством. У Черепашачих горах аналогічна ситуація ускладнювалася виділенням великої кількості дрібним орендарям ділянок державної землі на території Дакоти і Монтани в межах резервацій. Такий розподіл земель призводив до подальшого розсіювання частини оджибве і здачі таких ділянок тими, хто не хотів на них жити, стороннім.
Велика частина рівнинних оджибве зайнялася виготовленням капканів, пасток, предметів народного промислу. Також вони наймалися на сезонні роботи на ферми і будівництва. Додатковими джерелами доходу залишалися полювання, рибалка і збиральництво. Мало хто зміг здобути гарну освіту і стати професіоналами в області техніки, медицини та права.
Під час Другої Світової війни лише небагатьом рівнинним оджибве вдавалося найматися на сезонні роботи в поєднанні з традиційними промислами. Велика їхня кількість стала шукати постійну роботу, але в найближчих населених пунктах робочих місць було мало. В результаті деякі з них покинули резервації і знайшли роботу у великих містах, таких як Чикаго, Вінніпег і Міннеаполіс, а чимало з решти стали жертвами постійного безробіття. Починаючи з кінця 1960-х років, після того, як уряди США і Канади розробили програми з подолання зубожіння і сприянню економічного розвитку, обстановка дещо змінилася. Стали створюватися робочі місця, чому сприяли заходи з житлового будівництва, освіти та охорони здоров'я, хоча до 80-х років рівень зайнятості в деяких із цих областей дещо знизився. З початку 70-х нові робочі місця стали виникати завдяки приватним і комунальним підприємствам, що з'являлися, таким як супермаркети та казино, чимало з яких внесли істотний внесок у розвиток місцевої економіки.
У XX столітті у рівнинних оджибве продовжували діяти угоди, укладені ними з урядами Канади та США. У Канаді правлячі органи індіанських спільнот очолювалися обраними вождями і радами, які узгоджували свою політику з іншими охопленими договорами групами, що населяють Великі рівнини. Розташовані на території США резервації Тьортл-Маунтін і Роккі-Бой керувалися обраними радами і головами. Тут традиційні або чистокровні рівнинні оджибве становили невелику частину населення, однак при цьому в Тьортл-Маунтін ця група відігравала важливу роль в збереженні традицій. У неї входили представники спадкових вождів і лідерів, які виконували функції радників.
Незважаючи на невелику чисельність рівнинних оджибве у США, вони активно брали участь у збереженні та відновленні традиційної культури і ритуалів (Танець Сонця, Танець Трави тощо) у своїх спільнотах на сучасних пау-вау. Традиційне співтовариство також закликало до допомоги в організації і розвитку двомовних і двокультурних освітніх програм. У Канаді, на відміну від США, мови рівнинних оджибве і рівнинних крі продовжують вивчатися вдома, на них говорять багато дорослих. Подібні зусилля зроблені канадськими громадами для збереження традиційних ритуалів і ремесел. Найяскравіші напрямки їхньої культури наприкінці XX століття знайшли своє відображення і в Церкві Корінних Американців і в творчості художників із рівнинних оджибве. Протягом усього XX століття рівнинні оджибве докладали дуже багато зусиль щодо збереження своєї культури.

## Життєзабезпечення
Великий і екологічно різноманітний регіон, який заселили рівнинні оджибве, сформував особливу своєрідну культуру, пов'язану одночасно і з Великими рівнинами, і зі східним Вудлендом. У перших згадках про їхнє життя на рівнинах містяться відомості про те, що оджибве полювали на бізонів головним чином восени і взимку.
Полювали вони малими групами, очолювані «бізонячими шаманами» і головними загоничами, які будували загони, за допомогою яких полювали на бізонів. У більш пізні роки влаштовувалося два великі полювання щорічно: одне — влітку для отримання м'яса, друге — восени для забезпечення м'ясом і шкурами. Так само, як і їхні сусіди — ассінібойни і рівнинні крі, оджибве полювали на бізонів верхи під управлінням лідера, обраного вождем групи і радою. Цей лідер, у свою чергу, призначав воїнів, які мали абсолютну владу в питаннях вистежування та організації полювання.
Оскільки рівнинні оджибве більшу частину року жили або в лісостепу, або на лісостепових оазисах посеред рівнин, вони полювали і ставили пастки на лосів, вапіті, кроликів, ондатр, перепелів. А для тих, хто жив ближче до лісостепу, деякі з цих видів тварин були основою харчового раціону. Рівнинні оджибве займалися також рибальством, а ті, що жили ближче до лісостепу, рибалили більшу частину літа. Крім того, для тих, хто жив ближче до лісостепу, важливу роль продовжувало відігравати збиральництво (дикий рис, кленовий цукор), у той час як у тих оджибве, що живуть на рівнинах, велику роль стали відігравати овочі, такі як дика ріпа. Крім того, що рівнинні оджибве, які жили в преріях і лісостепу, вирощували місцеві і завезені з інших районів континенту кукурудзу, квасолю та інші культури.

## Матеріальна культура
Подвійна приналежність рівнинних оджибве виявлялася в різних сферах їхньої матеріальної культури. Вони жили або в оселях Рівнин — зроблених зі шкір тіпі, або в зроблених з кори або очерету вігвамах, характерних для східного Вудленду.
Як й індіанці Великих рівнин, вони виготовляли парфлеші з сириці. Водночас вони робили контейнери з березової кори і кошики з вербових прутів. У їхній вишивці траплялися геометричні та квіткові орнаменти, а в одязі та мокасинах поєднувалися характеристики костюмів індіанців Рівнин та східного Вудленду. Для транспортування припасів і майна вони використовували травуа, характерні для рівнин, водночас деякі з них користувалися каное і двоколісними візками, як франкомовні метиси Манітоби і Саскачевану.

## Соціальна організація
Групи оджибве отримували назву від місцевості, на якій вони проживали. Так само, як у сусідніх рівнинних крі та ассінібойнів, ці територіальні об'єднання складалися з кочових мало згуртованих груп, склад яких змінювався. Рівнинні оджибве, що жили на сході, мешкали в поселеннях типу сіл. Деякі з таких поселень поблизу Нетлі-Крік і Черепашачих гір були постійними — населення жило в них взимку і влітку. Групами керував головний вождь, чия посада часто була спадковою. Влада вождя була обмежена. Йому підпорядковувалися вожді нижчого рівня, які одержували свої посади завдяки щедрості, винахідливості або військовим успіхам. Ці вожді утворювали раду без будь-якої чіткої структури. Вони призначали авторитетних воїнів для підтримки громадського порядку. Деякі з цих воїнів були також членами військових чоловічих громад, в тому числі «Великих Псів», пов'язаних з аналогічними товариствами рівнинних крі.
Система родинних відносин у рівнинних оджибве була схожа на систему спорідненості у сіу і складалася з ряду екзогамних патрилінійних кланів, які називаються, наприклад, Громовий Птах, Лось, Ведмідь і Осетер. Було прийнято надавати гостинність гостям із того ж клану. Перші одруження для обох статей зазвичай організовувалися батьками, розлучення відбувався без труднощів. Місцем проживання нової сім'ї зазвичай ставало житло чоловіка.

## Релігія

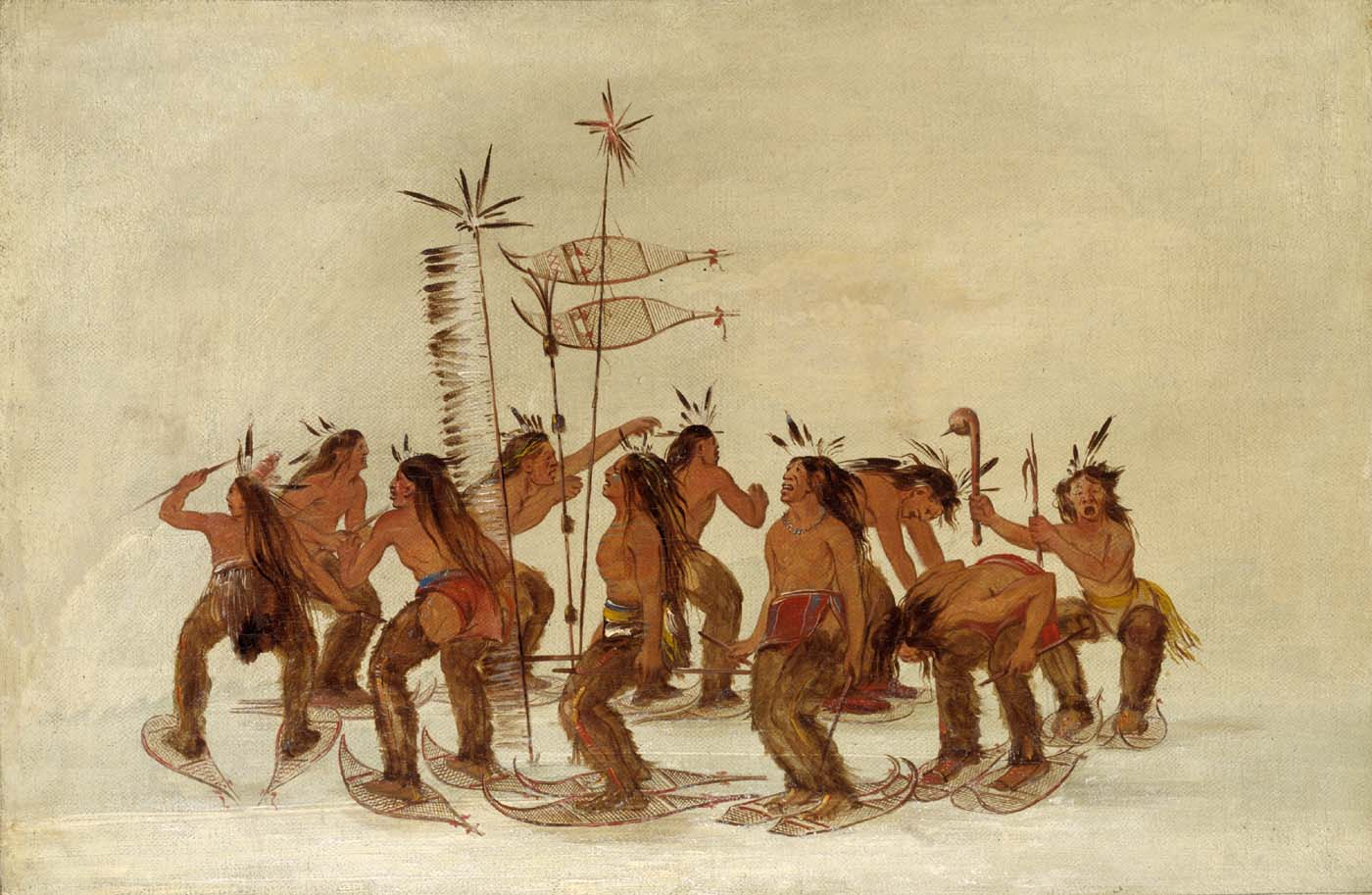
Танець на снігоступах, рівнинні оджибве. Мал. Джордж Кетлін

У релігії та ритуалах рівнинних оджибве відбивалося їхнє перехідне положення. Їхня дуалістична космологія, що виражається в боротьбі між Громових Птахом і Підводними Пантерами, була спадщиною східного Вудленду, так само як Мідевівін або Шаманський Намет, Вабал і церемонія Тремтячого Намету. Оджибве перейняли деякі ритуали, характерні для ассінібойнів і рівнинних крі. Танець Трави, Танець Сонця і Товариство клоунів — три приклади того. Так само як і у рівнинних кри, у них були Церемонія Курильних Тіпі і Торговий Танець.
У рівнинних оджибве заохочувалися незалежність і відповідальність членів спільноти. Дітей хвалили за їхнє вміння, здібності, самостійність, їх привчали поважати свою родину, співтовариство і світ духів. Основні події життєвого циклу відзначалися спеціальними ритуалами, у число яких входили детально розроблені поминальні бенкети.